# Stronger (chanson de Britney Spears)
Pour les articles homonymes, voir Stronger.
Singles de Britney Spears
Lucky Don't Let Me Be the Last to Know
Stronger est le troisième single de la chanteuse américaine pop Britney Spears issue de son deuxième album studio Oops!... I Did It Again (2000). La chanson parle d'une fille qui est fatiguée que son petit ami la trompe avec une autre et elle décide de vivre sans lui.
Le single est sorti le 13 novembre 2000 par Jive Records. Stronger a atteint le top 5 en Autriche, Allemagne, Suède. En France il atteint la vingtième place et s'est vendu à 125 000 exemplaires et est certifié disque d'argent tandis qu'aux États-Unis il atteint la onzième place et s'est vendu à 500 000 exemplaires et donc certifié disque d'or.
En 2010, Stronger a été interprété dans un des épisodes de la série télévisée Glee par l'acteur Kevin McHale.

## Classement

### Classements hebdomadaires
| Classement (2000–2001)                        | Meilleure place atteinte |
| --------------------------------------------- | ------------------------ |
| Australie (ARIA)                              | 13                       |
| Autriche (Ö3 Austria Top 40)                  | 4                        |
| Belgique (Ultratop 50 Flanders)               | 15                       |
| Belgique (Ultratop 50 Wallonia)               | 14                       |
| Canada Top Singles (RPM)                      | 41                       |
| Danemark (Tracklisten)                        | 12                       |
| Europe (Music & Media)                        | 3                        |
| Finlande (Suomen virallinen lista)            | 8                        |
| France (SNEP)                                 | 20                       |
| Allemagne (Official German Charts)            | 4                        |
| Hongrie (MAHASZ)                              | 2                        |
| Islande (Íslenski Listinn Topp 40)            | 9                        |
| Irlande (IRMA)                                | 6                        |
| Italie (FIMI)                                 | 16                       |
| Pays-Bas (Dutch Top 40)                       | 14                       |
| Pays-Bas (Single Top 100)                     | 12                       |
| Nouvelle-Zélande (Recorded Music NZ)          | 15                       |
| Norvège (VG-lista)                            | 11                       |
| Pologne (Polish Airplay Charts)               | 4                        |
| Portugal (AFP)                                | 9                        |
| Roumanie (Music & Media)                      | 9                        |
| Écosse (Official Charts Company)              | 6                        |
| Espagne (PROMUSICAE)                          | 15                       |
| Suède (Sverigetopplistan)                     | 4                        |
| Suisse (Schweizer Hitparade)                  | 6                        |
| Royaume-Uni Singles (Official Charts Company) | 7                        |
| Royaume-Uni Indie (Official Charts Company)   | 3                        |
| États-Unis Billboard Hot 100                  | 11                       |
| États-Unis Mainstream Top 40 (Billboard)      | 17                       |
| États-Unis Rhythmic (Billboard)               | 37                       |

### Classement de fin d'année
| Classement (2001)                | Position |
| -------------------------------- | -------- |
| Australie (ARIA)                 | 85       |
| Autriche(Ö3 Austria Top 40)      | 41       |
| Europe (Music & Media)           | 42       |
| Allemagne (Media Control Charts) | 61       |
| Roumanie (Music & Media)         | 90       |
| Suède (Sverigetopplistan)        | 46       |
| Suisse (Schweizer Hitparade)     | 90       |